# جنایات جنگی ژاپن
جنایات جنگی ژاپن جنایات جنگی توسط امپراتوری ژاپن در بسیاری از کشورهای آسیایی اقیانوس آرام در طول دوره امپریالیسم ژاپن، عمدتاً در طول جنگ دوم چین و ژاپن انجام شد. این حوادث به‌عنوان «هولوکاست آسیایی» توصیف شده‌است. در جریان حمله ژاپن به چین، ژاپنی‌ها در مجموع ده میلیون چینی را مستقیم یا غیر مستقیم کشتند. صدها هزار نفر از این چینی‌ها زنده به گور شدند. گزارشی می‌گوید که ده‌ها هزار سرباز هندی هم در همین راستا کشته شده‌اند.

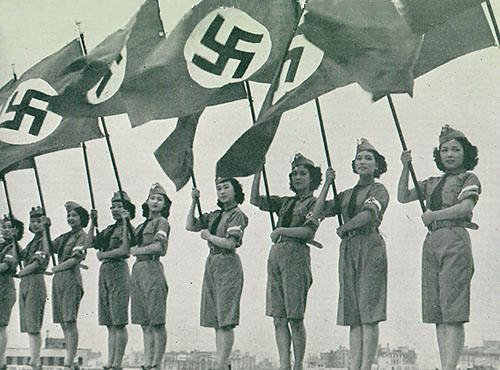
ژاپنی‌ها در دوره شووا

یکی دیگر از اعمال ژاپن در جنگ جهانی دوم انجام جراحی بدون بیهوشی روی اسیران جنگی بود. در مجموع تخمین زده می‌شود که ژاپنی‌ها روی ۲۷۰۰ اسیر جنگی عمل جراحی بدون بیهوشی انجام داده‌اند و نتایج آن را در محافل علمی گزارش کرده‌اند. شیرو ایشی پزشک ژاپنی به تنهایی روی بیش از ۷۰۰ اسیر جنگی جنگ‌افزار میکروبی، قطع عضو بدون بیهوشی و عمل جراحی بدون بیهوشی آزمایش کرد. بسیاری از این اتفاقات روی کودکان انجام می شد . در سال ۱۹۴۸، سی پزشک و یک پرستار زن به جرم آزمایش جنگ‌افزارهای زیستی روی صدها غیرنظامی چینی محاکمه شدند. آنها به اعدام و احکام بلند مدت محکوم اما کم‌کم آزاد شدند و در سال ۱۹۵۸ دیگر هیچ‌یک از آنها در زندان نبود. به شیرو ایشی امان‌نامه داده شد در صورتی که اطلاعات خود از آزمایش روی اسرا را تحویل دهد، محاکمه نمی شود و نشد.
ژاپنی‌ها روشی به نام راهپیمایی مرگ داشتند که در آن اسیران را اینقدر پیاده راه می‌بردند تا بیش از ۹۰ درصد آنها می‌مردند. در بین ده درصدی که زنده می‌ماندند هم تعدادی کشته می‌شدند.
یکی دیگر از جنایات جنگی ژاپنی‌ها مسابقه قطع سر صد اسیر بود. روزنامه‌های ژاپنی با آب و تاب گزارش‌هایی را پخش می‌کردند که در آن یکی از افسران ژاپنی، مثلاً در فیلیپین، موفق شده بود رکورد قطع کردن سر صد اسیر را چند صدم ثانیه بهبود ببخشد.